# Junia Theodora
Junia Theodora (en latin classique : Iunia Theodora ; en grec ancien : Ιουνία Θεοδώρα / Iounia Theodóra) est une magistrate et philanthrope corintho-romaine, active dans les années 40 et 50. Junia Theodora est un exemple de femme ayant un rôle important dans la société impériale romaine, jouissant d'un statut la mettant à égalité avec les hommes.

## Éléments biographiques

### Sources
Le musée de Corinthe conserve la plaque de marbre bleuâtre par laquelle elle est connue. Il y a deux textes sur la colonne de gauche et trois sur celle de droite. Les textes sont (1) un décret du koïnon des Lyciens, (2) une lettre de la boulè et du dèmos de Myra, (3) un décret du dèmos de Patara, (4) une lettre du koïnon et des magistrats des Lyciens en introduction à un second décret et (5) un décret de la boulè et du dèmos de Telmessos. Ces extraits de textes font en tout 85 lignes ; elles furent probablement collectées et inscrites sur la stèle après le décès de Junia Theodora.
Les inscriptions ne peuvent pas être antérieures à 44 av. J.-C., date à laquelle Corinthe est rétablie comme colonie romaine, après sa destruction en 146 av. J.-C. par le consul Mummius. La mention d'exilés lyciens à Corinthe situent l'action de Junia Theodora avant 43, lorsque l'empereur Claude unit la Lycie, alors indépendante, à la Pamphylie pour en faire une même province. Jacques Vénencie, Séraphin Charitonidis et Demetrios I. Pallas imaginent que les exilés revenus au pouvoir voulurent remercier Junia Theodora pour son accueil, qu'ils devaient s'attendre à trouver en allant à Corinthe. L'année 57, dit R. A. Kearsley, est tout aussi possible : le koïnon des Lyciens a intenté un procès à Titus Clodius Eprius Marcellus, ancien gouverneur de la province de Lycie-Pamphilie pour extorsion de fonds. Les Lyciens perdirent leur procès et plusieurs accusateurs furent exilés : Corinthe aurait pu leur servir de refuge.

### Origines et vie personnelle
Citoyenne originaire de Rome et vivant à Corinthe selon S. J. Friesen et J. Vénencie et al., Junia Theodora est la fille d'un dénommé Lucius (Leukios en grec). L'absence de mari ou de famille à Corinthe dans les différentes sources suggère qu'elle est veuve ou célibataire,,. Pour J. Vénencie et al., elle est probablement une ciues Romani consistentes, ce qui explique sa double citoyenneté romaine et corinthienne. Toutefois, Theodora est un nom grec, il était commun pour les Grecs de son temps d'ajouter un nom latin à celui de naissance — en l'occurrence Junia. Une double citoyenneté n'est pas inhabituelle, et, selon R. A. Kearsley, il est plus crédible de croire que Junia Theodora était une métisse, née d'un père romain et d'une mère grecque, ou d'une famille grecque latinisée. 
J. Vénencie et al. émettent l'hypothèse que si Sextus Julius (Sextos Ioulios en grec), exécuteur testamentaire et héritier de Junia Theodora, est de Lycie, des potentiels liens du sang peuvent expliquer le patronage particulier de la magistrate pour la région. R. A. Kearsley pense que cela s'explique parce qu'elle serait native de Lycie et citoyenne d'une ou d'autres villes de la région.

### Activités à Corinthe
Junia Theodora fait partie des notables de Corinthe et compte parmi les autorités impériales. Sa bonté envers les Corinthiens et les Lyciens est célébrée ; Junia Theodora est plusieurs fois remerciée pour son aide apportée aux nouveaux habitants et l'accueil de citoyens lyciens (des particuliers de Myra, Patara et Telmessos, des ambassadeurs lyciens ou des exilés).
Les sources biographiques évoquent toutes ses funérailles, son testament ou sa mort prochaine, ce qui est rare et surprenant pour des textes envers les bienfaiteurs ; selon Friesen, il semble que Junia Theodora est âgée au milieu du Ier siècle, mais pas mourante. Sextus Julius, qui est parmi ses bénéficiaires, lui succède comme représentant des Lyciens de Corinthe ; exécuteur testamentaire de Junia Theodora, il aussi son héritier. Si Junia Theodora n'a ni enfant ni mari, Sextus Julius est probablement un neveu ou un cousin s'il est de sa famille, une parenté plus proche aurait été mentionnée.

### Hommages
Le koïnon régional vota pour offrir à Junia Theodora deux inscriptions en son honneur, lui envoyer une couronne d'or, cinq mines de safran pour ses funérailles et une statue dorée peinte à son effigie (ou un portrait peint sur fond doré) à Corinthe. Cependant, mis à part les deux inscriptions, le reste des hommages ne resta qu'une promesse écrite sur le papier.

## Junia Theodora et le Nouveau Testament

### Identification à l'apôtresse Junie

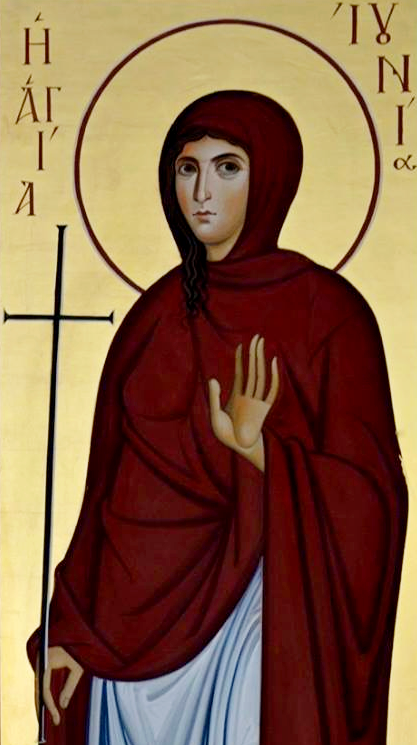
Icône de Junie.

Une théorie identifie Junia Theodora avec l'apôtresse Junie, mentionnée par Paul de Tarse dans son épître aux Romains :

« Saluez Andronique et Junie, mes parents, qui ont été compagnons de mes liens, qui sont considérables entre les apôtres, et qui ont embrassé la foi de Jésus-Christ avant moi. »

— Paul de Tarse, Rom, XVI, 7 ; trad.  Lemaistre de Sacy.
Le prénom Junia est extrêmement courant à Rome : on l'a retrouvé pour plus de 250 femmes ; les archives mentionnent même une Junia venue de Grèce. Alors que Paul écrivait une de ses épîtres, Junia Theodora aurait été à Rome pour savoir comment allaient les chrétiens sous son patronage. La recherche historique a jugé cette identification improbable, rien ne permet de lier les deux femmes avec certitude, les sources ne font même aucune mention de l'époux putatif de Junia Theodora, ni d'une quelconque appartenance à la religion chrétienne.

### Comparaison avec Phœbé de Cenchrée
La découverte de la stèle de Junia Theodora a permis de mieux comprendre le rôle de Phœbé, diaconesse de l’Église de Cenchrée :

« Je vous recommande notre sœur Phébé, diaconesse de l’Église qui est au port de Cenchrée ; afin que vous la receviez au nom du Seigneur, comme on doit recevoir les saints, et que vous l’assistiez dans toutes les choses où elle pourrait avoir besoin de vous : car elle en a assisté [prostatis] elle-même plusieurs, et moi en particulier. »

— Paul de Tarse, Rom, XVI, 1-2 ; trad.  Lemaistre de Sacy.
Cenchrée est un port antique de Corinthe. Paul la décrit comme prostatis c'est-à-dire qu'elle fut son « patron », mais l'apôtre ne détaille pas son activité. Le terme a semblé curieux, les copistes pensèrent qu'il s'agissait là d'une confusion avec parastasis (« assistante »), mais il s'agit d'une erreur. Phœbé n'a pas de droits civiques mais « elle ne bénéficie pas moins de droits économiques et civils qui lui permettent de gérer son entreprise, comme Lydie. C’est une femme d’influence qui met ses réseaux à disposition de Paul. » Junia Theodora et Phœbé ont toutes deux des rôles importants en tant que prostatis (soutien, protection, hospitalité et bienfaisance), à la différence que le rôle Junia Theodora était une fonction officielle.